# Episodi di Impulse (prima stagione)
La prima stagione di Impulse, consistente di 10 episodi, viene pubblicata su Youtube Red il 6 giugno 2018. In Italia la serie è inedita, Youtube però fornisce i sottotitoli in italiano.
| n° | Titolo originale           | Titolo italiano            | Pubblicazione | Durata   |
| -- | -------------------------- | -------------------------- | ------------- | -------- |
| 1  | Pilot                      | Impulse                    | 6 giugno 2018 | 47' 18'' |
| 2  | State of Mind              | Stato mentale              | 6 giugno 2018 | 48' 00'' |
| 3  | Treading Water             | A galla                    | 6 giugno 2018 | 47' 38'' |
| 4  | Vita/Mors                  | Vita/Mors                  | 6 giugno 2018 | 51' 36'' |
| 5  | The Eagle and the Bee      | L'aquila e l'ape           | 6 giugno 2018 | 50' 21'' |
| 6  | In Memoriam                | In memoria                 | 6 giugno 2018 | 50' 17'' |
| 7  | He Said, She Said          | Lui disse, lei disse       | 6 giugno 2018 | 47' 18'' |
| 8  | Awakening                  | Risveglio                  | 6 giugno 2018 | 46' 40'' |
| 9  | They Know Not What They Do | Non sanno quello che fanno | 6 giugno 2018 | 44' 10'' |
| 10 | New Begininngs             | Nuovi inizi                | 6 giugno 2018 | 50' 54'' |